# 香港對外事務
香港的對外事務，由中華人民共和國國務院（中央人民政府）授權香港特別行政區依照《香港基本法》自行處理的海外事務及國際關係。香港可在經濟、貿易、金融、航運、通訊、旅遊、文化、體育等領域以中國香港（Hong Kong, China）的名義，單獨地同世界各國、地區及國際組織保持和發展關係，簽訂和履行有關協議。香港特區成立以後繼續積極參與國際事務，與國際伙伴維持緊密聯繫。香港參與的國際組織包括世界貿易組織、亞洲太平洋經濟合作組織、國際貨幣基金、亞洲開發銀行、國際結算銀行、萬國郵政聯盟和國際奥林匹克委員會等共18個，香港在當中是正式會員或創會會員（香港在英屬時期已加入部份組織，如國際足協、亞太經合組織），亦有派出代表參與。
香港的對外事務有別於外交事務，後者主要以主權國為單位（只能以香港經濟貿易辦事處形式活動），由中華人民共和國政府按照《基本法》第2章第13條及第7章條文負責。中華人民共和國外交部在香港設有特派員公署，負責與香港有關的外國政治與外交事宜。此外，多國亦於香港設有外交代表機構，而特區政府接待外交人員的工作，則由政府總部的禮賓處負責。

## 英屬香港時期對外事務安排

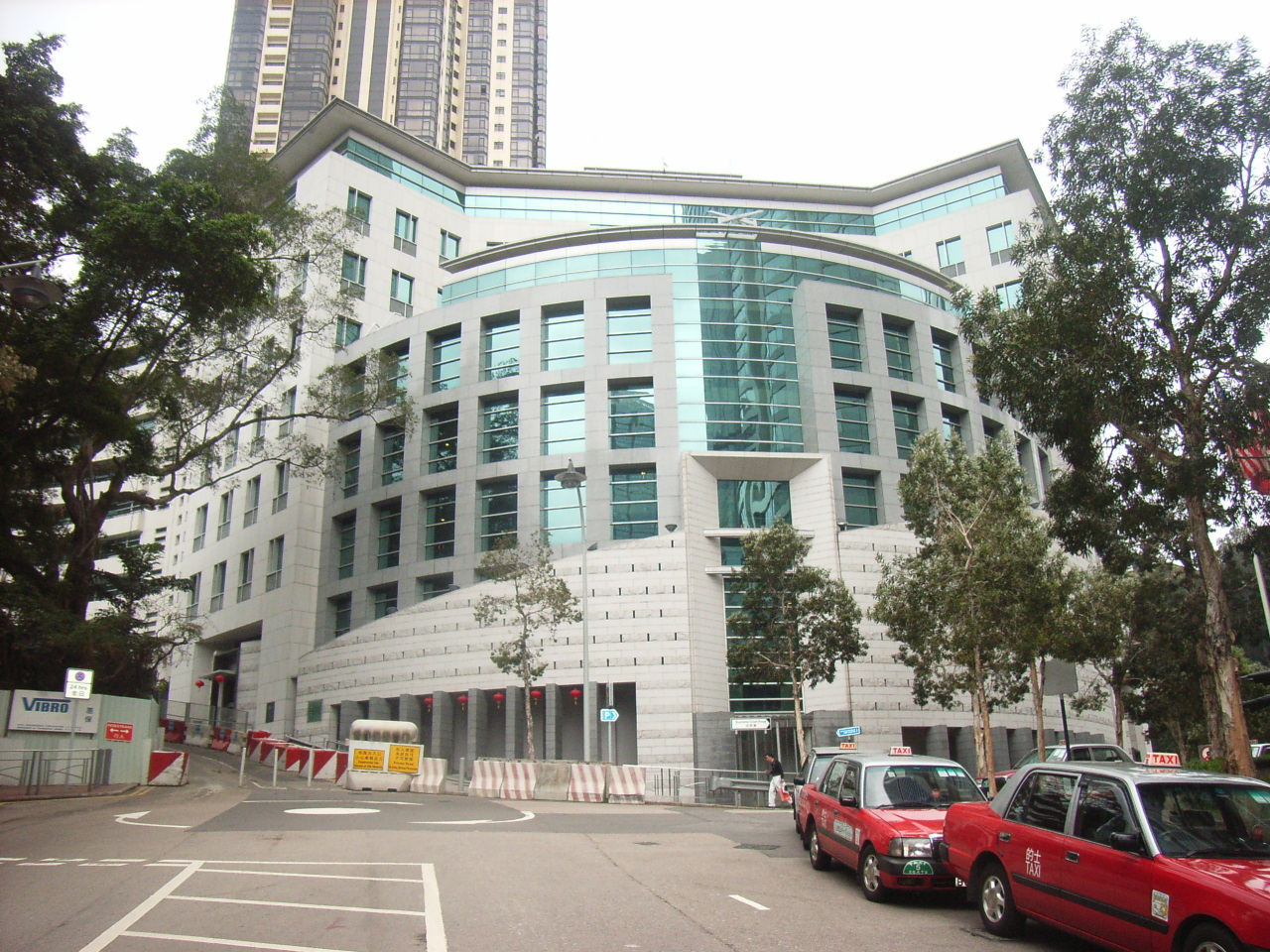
英國駐香港總領事館

英屬時期，香港的外交事務由當時的宗主國英國負責。由於英聯邦各成員共尊英國君主為最高元首，因此在英聯邦內各成員之間派駐對方的外交代表機構稱為高級專員公署（High Commission），而非大使館或領事館。因此1997年7月1日之前，英聯邦國家於香港派駐的最高外交使節為專員（High Commissioner）。英國亦設有英國駐港商務專員公署，專責處理英國和香港之間的商務關係。而香港對外則由當地英國大使館或高級專員公署的一個特別辦公室負責。
以1972年的海外駐港代表列表為例：
| 國家             | 駐港代表     | 所屬聯邦 |
| ---------------- | ------------ | -------- |
|                  | 專員         | 英聯邦   |
| 加拿大           | 專員         | 英聯邦   |
| 马来西亚         | 專員         | 英聯邦   |
| 新加坡           | 專員         | 英聯邦   |
| 英国             | 高級商務專員 | 英聯邦   |
| 印度             | 專員         | 英聯邦   |
| 新西兰           | 專員         | 英聯邦   |
| 巴基斯坦         | 商務專員     | 英聯邦   |
| 阿根廷           | 總領事       |          |
| 比利时           | 總領事       |          |
| 巴西             | 總領事       |          |
|                  | 總領事       |          |
| 丹麦             | 榮譽總領事   |          |
|                  | 總領事       |          |
| 薩爾瓦多         | 名譽領事     |          |
| 法國             | 總領事       |          |
| 希腊             | 名譽總領事   |          |
| 印度尼西亞       | 總領事       |          |
| 愛爾蘭           | 名譽領事     |          |
| 義大利           | 總領事       |          |
| 高棉共和國       | 總領事       |          |
| 黎巴嫩           | 名譽領事     |          |
| 墨西哥           | 總領事       |          |
| 尼加拉瓜         | 名譽領事     |          |
| 秘魯             | 總領事       |          |
| 葡萄牙           | 總領事       |          |
| 西班牙           | 總領事       |          |
| 瑞士             | 總領事       |          |
| 美国             | 總領事       |          |
| 委內瑞拉         | 總領事       |          |
| 奥地利           | 總領事       |          |
| 玻利维亚         | 名譽領事     |          |
| 緬甸             | 總領事       |          |
| 古巴             | 總領事       |          |
|                  | 總領事       |          |
| 埃及             | 總領事       |          |
| 芬兰             | 名譽領事     |          |
| 德意志聯邦共和國 | 總領事       |          |
|                  | 名譽領事     |          |
| 伊朗             | 總領事       |          |
| 以色列           | 名譽總領事   |          |
| 日本             | 總領事       |          |
|                  | 總領事       |          |
| 利比里亚         | 總領事       |          |
| 荷蘭             | 總領事       |          |
| 挪威             | 總領事       |          |
| 巴拿马           | 總領事       |          |
| 菲律賓           | 總領事       |          |
| 南非             | 總領事       |          |
| 瑞典             | 總領事       |          |
| 泰國             | 總領事       |          |
| 乌拉圭           | 總領事       |          |
| 越南共和国       | 總領事       |          |

1997年7月1日香港主權移交後，香港不再為英聯邦成員，英聯邦國家駐港的高級專員公署更名為總領事館，駐守各國的英國大使館對外代表香港的相應組織亦同時取消。

## 香港特別行政區涉及對外事務機構

### 外交部駐港特派員公署

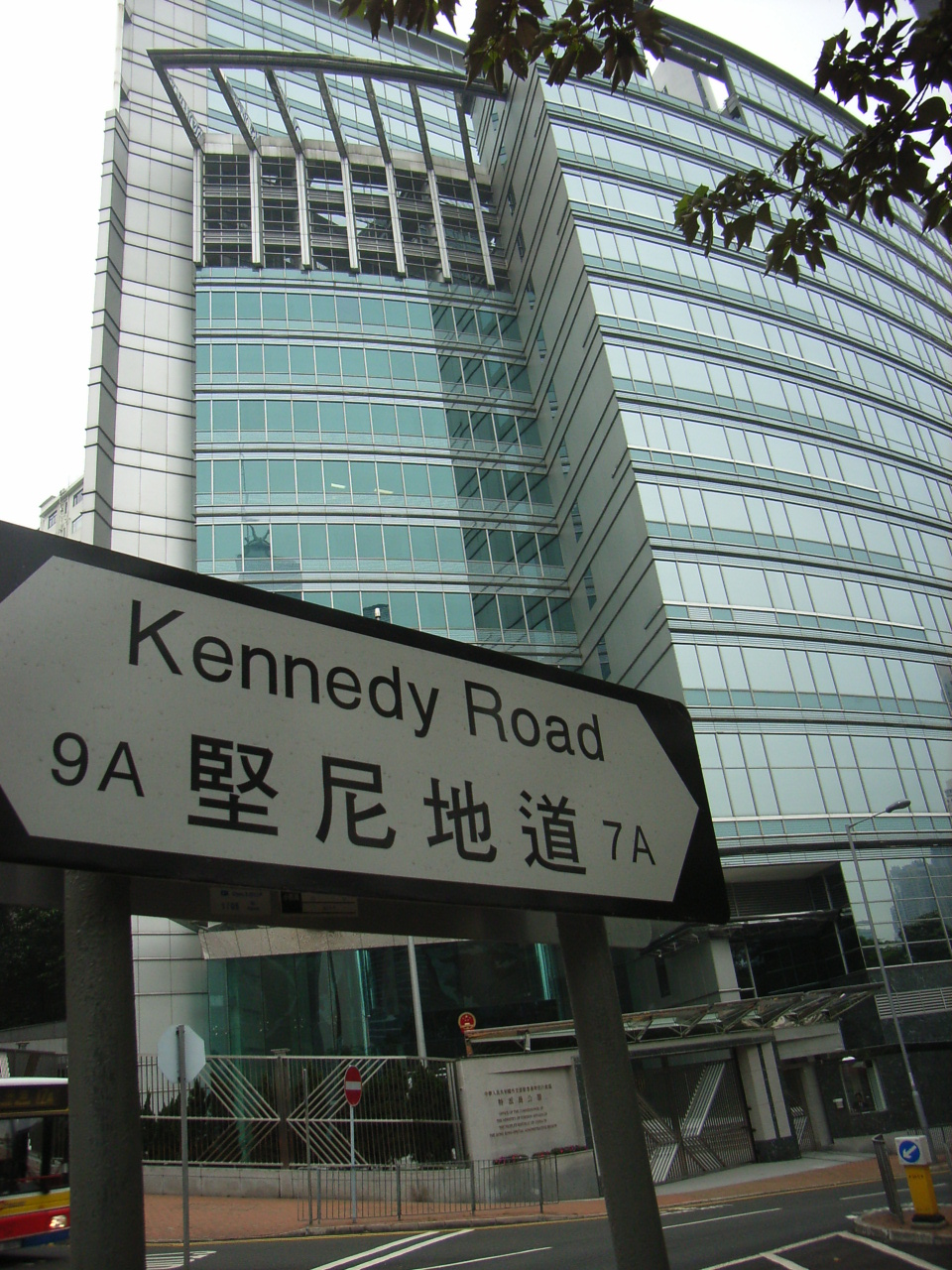
中華人民共和國外交部駐香港特別行政區特派員公署

中華人民共和國外交部駐香港特別行政區特派員公署，簡稱「外交部駐港特派員公署」，是中國政府為香港行使外交權力的機構。根據其官方網站，特派員公署的主要工作包括：
- 協助特區官員以中國政府代表團成員身分參加以主權國家為單位的國際會議。
- 授權特區政府對外談判及締結雙邊協定。
- 處理外國在港設立外交機構事務，協助特區政府爭取各國給予香港特區護照免簽證，頒發各類簽證和證件。
- 轉達有關外國領導人、重要來賓、專機或軍機、軍用船隻訪港事宜，受理外國於港設立通信系統事宜。
- 就中國外交或與香港有關的外交事務發佈新聞，審批外國記者赴中國大陸申請，辦理香港記者隨中國領導人出訪事宜。

對一般市民而言，特派員公署與日常生活最密切的工作是為外籍人士辦理赴中國大陸簽證，及為中國大陸人民辦理公民出國或台灣人赴中國大陸證件事宜。中國大陸、澳門、台灣及外籍人士抵港及居港簽證等事宜由香港特區政府的入境事務處負責，而香港永久居民中拥有中国国籍者赴中國大陸的通行證簽發事宜則由公安部授權廣東省公安廳負責，並委派香港中國旅行社（中旅社）代辦，不由外交部特派員公署負責。

### 香港經濟貿易辦事處

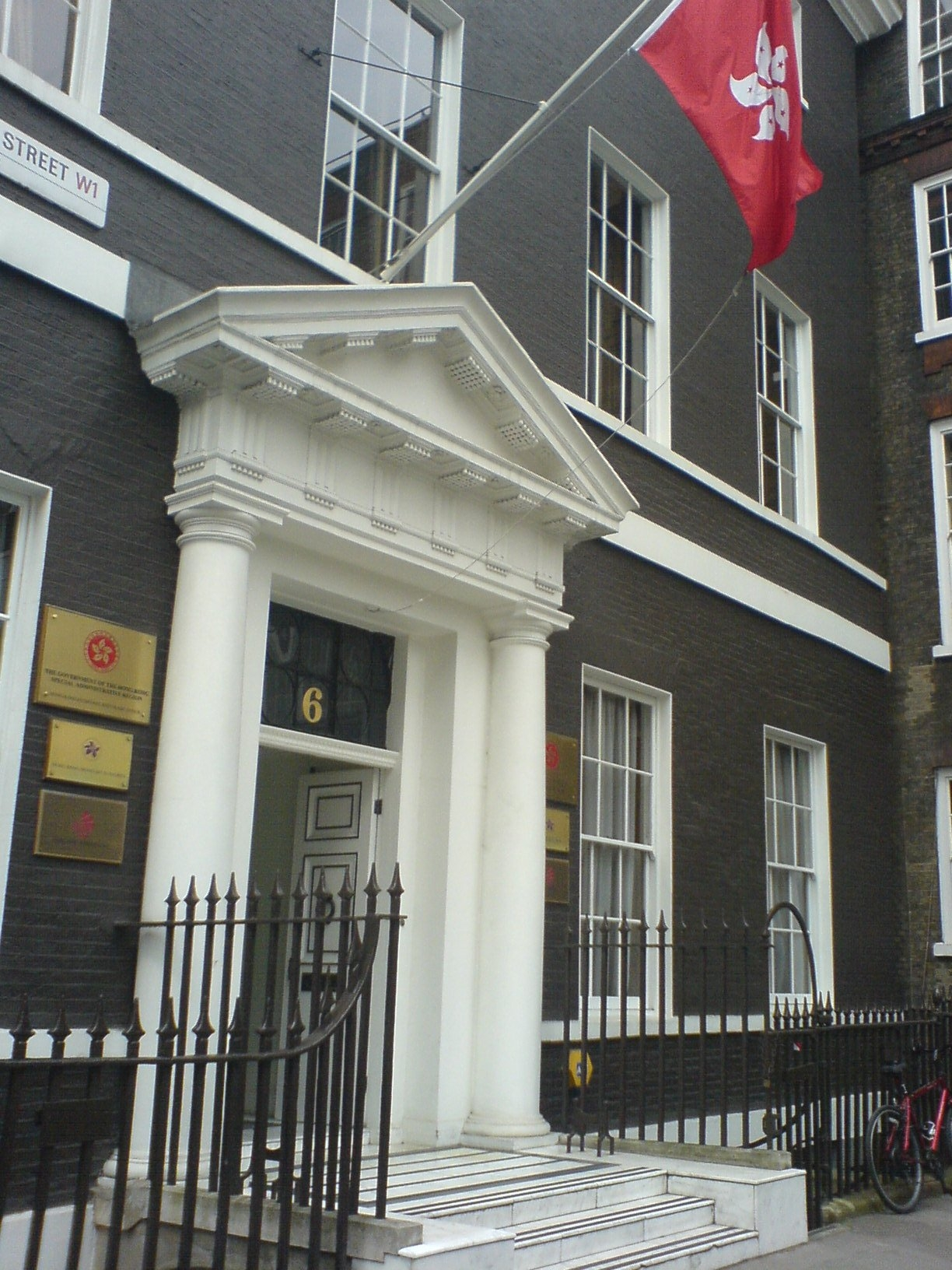
香港駐倫敦經濟貿易辦事處

商務及經濟發展局亦下設多個經濟貿易辦事處（海外）常駐不同國家，獨立處理非政治事宜的對外事務，藉以辦理香港與當地的經貿關係，促進香港的經濟和貿易利益，以及與工商界、政界人士和傳播媒介保持密切聯繫。
| 國家/地区                     | 地點     | 轄區 |
| ----------------------------- | -------- | --- |
|                               | 悉尼     | 、 新西兰 |
| 比利时（ 欧盟）               | 布魯塞爾 | 比利时、 保加利亚、 賽普勒斯、 法國、 希腊、 爱尔兰、 義大利、 盧森堡、 馬爾他、 荷蘭、 葡萄牙、 羅馬尼亞 |
| 英国                          | 倫敦     | 丹麦、 爱沙尼亚、 芬兰、 拉脫維亞、 立陶宛、 挪威、 俄羅斯、 瑞典、 英国 |
| 俄羅斯(籌備中)                | 莫斯科   | 俄羅斯、 亞美尼亞、 白俄羅斯、 |
| 德国                          | 柏林     | 德国、 奥地利、 捷克、 匈牙利、 波蘭、 斯洛維尼亞、 斯洛伐克、 瑞士 |
| 日本                          | 東京     | 日本、 |
| (籌備中)                      | 首爾     | |
| 新加坡                        | 新加坡   | 新加坡、 泰國、 柬埔寨、 緬甸、 越南 |
| 印度尼西亞（ 东南亚国家联盟） | 雅加達   | 菲律賓、 印度尼西亞、 马来西亚、 |
| 泰國                          | 曼谷     | |
| 瑞士                          | 日內瓦   | 世界貿易組織 |
| 美国                          | 紐約     | 亚拉巴马州、 密西西比州、 阿肯色州、 密苏里州、 康涅狄格州、 新罕布什尔州、 特拉华州、 新泽西州、 佛罗里达州、 纽约州、 喬治亞州、 北卡罗来纳州 、 伊利诺伊州、 俄亥俄州、 印第安纳州、 宾夕法尼亚州、 罗得岛州、 肯塔基州、 南卡罗来纳州、 路易斯安那州、 田纳西州、 缅因州、 佛蒙特州、 马里兰州、 马萨诸塞州、 西弗吉尼亚州、 密西根州、 威斯康星州、 明尼苏达州 |
| 美国                          | 舊金山   | 阿拉斯加州、 新墨西哥州、 亚利桑那州、 北达科他州、 加利福尼亚州、 奧克拉荷馬州、 科罗拉多州、 俄勒冈州、 夏威夷州、 南达科他州、 爱达荷州、 德克萨斯州、 堪萨斯州、 犹他州、 蒙大拿州、 华盛顿州、 内布拉斯加州、 怀俄明州、 内华达州 |
| 美国                          | 華盛頓   | 美国 |
| 加拿大                        | 多倫多   | 加拿大 |
| 印度(籌備中)                  | 孟買     | |
| 阿联酋(籌備中)                | 杜拜     | |
| 以色列(籌備中)                | 特拉維夫 | |

而駐中國大陸和台灣的辦事處則屬政制及內地事務局轄下，位處中國大陸和台灣的常駐部門，專責與香港有關的經濟及貿易等事務，也負責港人急難救助和補辦臨時回港用的證件（除駐上海和台北的辦事處）：
| 地区             | 地點  | 轄區 |
| ---------------- | ----- | --- |
| 中國內地         | 北京1 | 北京市、天津市、河北省、遼寧省、吉林省、黑龍江省、內蒙古自治區、新疆維吾爾自治區、甘肅省、寧夏回族自治區 |
| 中國內地         | 沈陽2 | 北京市、天津市、河北省、遼寧省、吉林省、黑龍江省、內蒙古自治區、新疆維吾爾自治區、甘肅省、寧夏回族自治區 |
| 中國內地         | 廣州  | 福建省、廣東省、廣西壯族自治區、海南省、雲南省                                                           |
| 中國內地         | 福州3 | 福建省、廣東省、廣西壯族自治區、海南省、雲南省                                                           |
| 中國內地         | 深圳3 | 福建省、廣東省、廣西壯族自治區、海南省、雲南省                                                           |
| 中國內地         | 上海  | 上海市、江蘇省、浙江省、安徽省、山東省                                                                   |
| 中國內地         | 濟南4 | 上海市、江蘇省、浙江省、安徽省、山東省                                                                   |
| 中國內地         | 成都  | 四川省、重慶市、貴州省、陝西省、青海省、西藏自治區                                                       |
| 中國內地         | 重慶5 | 四川省、重慶市、貴州省、陝西省、青海省、西藏自治區                                                       |
| 中國內地         | 武漢  | 湖北省、湖南省、山西省、江西省、河南省                                                                   |
| 中國內地         | 長沙6 | 湖北省、湖南省、山西省、江西省、河南省                                                                   |
| 中國內地         | 鄭州6 | 湖北省、湖南省、山西省、江西省、河南省                                                                   |
| 台灣（暫停運作） | 台北7 | 台灣 |

^  注解1：全名為香港特別行政區駐北京辦事處
^  注解3：為隸屬於駐粵辦的聯絡處
^  注解2：為隸屬駐北京辦事處的聯絡處
^  注解5：為隸屬於駐成都辦事處的聯絡處
^  注解4：為隸屬於駐上海辦事處的聯絡處
^  注解6：為隸屬於駐武漢辦事處的聯絡處
^  注解7：全名為香港經濟貿易文化辦事處

### 香港特別行政區政府禮賓處
禮賓處隸屬政府總部政務司司長辦公室轄下的行政署。禮賓處負責與各國派駐香港特別行政區的龐大領事團聯繫，並為這些領事團提供東道政府服務。禮賓處亦代表特區政府接待訪港的國家及國際顯要，並策劃和統籌外國皇室成員及政府高層領導人的正式訪港活動。

### 香港貿易發展局辦事處
公營機構香港貿易發展局在全球亦設有辦事處：

| 總辦事處 - 香港 中東及非洲 - 迪拜 - 約翰內斯堡 美國及加拿大 - 紐約 - 芝加哥 - 洛杉磯 - 多倫多 拉丁美洲 - 墨西哥城 - 聖地亞哥 - 聖保羅 | 澳大利亞 - 悉尼 歐洲 - 阿姆斯特丹 - 巴塞羅那 - 布達佩斯 - 法蘭克福 - 倫敦 - 米蘭 - 莫斯科 - 巴黎 - 布拉格 - 斯德哥爾摩 - 華沙 | 亞洲 - 曼谷 - 北京 - 上海 - 深圳 - 青島 - 成都 - 大連 - 武漢 - 西安 - 福州 - 廣州 - 杭州 | 亞洲（續） - 胡志明市 - 吉隆坡 - 大阪 - 首爾 - 台北 - 東京 |

## 外國駐港外交機構
根據香港特區政府禮賓處網站及香港特區政府憲報等資料，直至2025年6月30日，駐港外國代表機構共有62間總領事館，52間名誉領事館及8間官方認可代表機構。其中不丹與中國沒有正式邦交，但兩國於2004年4月27日就不丹在香港特别行政区设立名誉领事一事以换文形式达成协议，因此不丹於香港設有名譽領事。

### 總領事館
| 亞洲 - 柬埔寨 - 印度 - 印度尼西亞 - 伊朗 - 以色列（總領事館） - 日本（總領事館） - （總領事館） - 科威特 - 马来西亚 - 蒙古国 - 緬甸 - 尼泊尔 - 巴基斯坦 - 菲律賓 - 沙烏地阿拉伯 - 新加坡（總領事館） - 泰國 - 土耳其 - 阿联酋 - 越南 | 歐洲 - 奥地利 - 白俄羅斯 - 比利时 - 捷克 - 芬兰 - 法國（總領事館） - 德国（總領事館） - 匈牙利 - 義大利（總領事館） - 爱尔兰 - 荷蘭 - 波蘭（總領事館） - 羅馬尼亞 - 俄羅斯 - 西班牙 - 瑞典（總領事館） - 瑞士 - 英国（總領事館） | 非洲 - 埃及 - 奈及利亞 - 南非（總領事館） - 辛巴威 美洲 - 阿根廷 - 巴西 - 加拿大（總領事館） - 智利（總領事館） - 哥伦比亚 - 墨西哥 - 巴拿马 - 秘魯 - 美国（總領事館） - 乌拉圭 - 委內瑞拉 大洋洲 - （總領事館） - 新西兰 |

### 名譽領事館
| 亞洲 - 巴林 - 不丹 - 賽普勒斯 - 馬爾地夫 - 阿曼 - 斯里蘭卡 - 葉門 歐洲 - 爱沙尼亚 - 冰島 - 拉脫維亞 - 列支敦斯登 - 立陶宛 - 盧森堡 - 馬爾他 - 摩納哥 - 挪威 - 葡萄牙（駐澳門總領事館所轄） - 圣马力诺 - 斯洛伐克 - 斯洛維尼亞（名譽領事館） | 非洲 - 刚果共和国 - 赤道几内亚 - 衣索比亞（名譽領事館） - 几内亚 - 賴索托 - 摩洛哥 - 莫桑比克 - 纳米比亚 - 尼日尔 - 卢旺达 - 塞内加尔 - 塞舌尔 - 苏丹 - 坦桑尼亚 - 乌干达 | 美洲 - 格瑞那達 - 牙买加 - 苏里南 - 千里達及托巴哥 大洋洲 - 斐济 - 密克羅尼西亞聯邦 - 萨摩亚 |

### 國際認可駐港機構
- 亞非法協（英语：Asian–African Legal Consultative Organization）香港區域仲裁中心
- 亞太區辦事處
- 海牙國際私法會議亞太區域辦事處
- 欧洲联盟欧洲委员会香港辦事處
- 國際金融公司東亞及太平洋地區辦事處及世界銀行東亞及太平洋地區私營發展部辦事處
- 國際貨幣基金組織香港特別行政區分處
- 國際調解院籌備辦公室
- 聯合國難民事務高級專員署香港辦事處

## 國際組織會員身分
香港特區政府可以以「中國香港」的名義參加以地區為單位的國際組織。以下是香港有會員身分的國際組織。
| - 亞洲太平洋經濟合作會議 - 亞洲開發銀行 - 聯合國亞洲及太平洋經濟社會委員會 - 國際總商會 - 國際工會聯盟 - 國際海道測量組織 - 國際貨幣基金 - 國際海事組織（副會員） | - 國際刑警組織（副會員） - 國際奧林匹克委員會 - 國際標準化組織 - 萬國郵政聯盟 - 世界海關組織 - 世界氣象組織 - 世界旅遊業組織 - 世界貿易組織 - 巴塞爾銀行監管委員會 |

## 双边关系

### 與各聯合國會員國關係
香港交接以前，香港藉由身為大英國協的一員（殖民地）積極參與國際活動，與國際伙伴維持密切聯繫，有助鞏固其國際金融、貿易、航空及航運中心的地位，且英屬香港時期與各國關係保持良好。
香港交接以後，香港一如過往地積極參與國際活動，與國際伙伴維持密切聯繫，鞏固其國際金融、貿易、航空及航運中心的地位，但也逐步加強與中國內地之間的交流關係。雙邊關係方面，香港一如過往積極參與國際活動，與國際伙伴維持密切聯繫，例如第四任行政長官林鄭月娥曾訪問西方及亞洲各國（包括英國、比利時、法國、德國、泰國、日本及新加坡等），並多由國家元首及政府首腦親自接見，亦代表香港出席亞太經合組織非正式領導人會議。首任行政長官董建華到訪美國時，亦先後獲兩任美國總統單獨會見，屬外交上破格之做法。外國貴賓來港訪問活動亦愈趨頻繁。國家元首方面，包括前俄羅斯總統德米特里·阿纳托利耶维奇·梅德韦杰夫、前美國總統比爾·克林頓、前法國總統希拉克、前烏克蘭總統亞努科維奇、菲律賓總統羅德里戈·杜特爾特、印尼總統佐科·維多多、秘魯總統博魯阿爾特
等人先後來港。外國政府首腦及高層官員亦常到訪香港，包括前美國國務卿希拉里·克林頓、前英國首相貝理雅、前加拿大總理斯蒂芬·哈珀以及新加坡總理李顯龍都曾到香港。
以2009年為例，香港特區政府按照《基本法》第一百五十一條的規定，就財經、航運技術、郵政及葡萄酒相關業務等事宜的合作，與外國簽署了逾20項協議。此外，香港政府在取得國務院（中央人民政府）授權下，與外國簽署了8份關於民用航空運輸、促進和保護投資、移交逃犯、司法互助及互免簽證的雙邊協定。以2009年為例，香港特區政府代表以中國代表團成員身分，出席了以國家為單位參加的國際會議超過130次，包括世界知識產權組織、世界衞生組織和國際民用航空組織舉辦的會議。此外，香港特區政府代表以「中國香港」的名義，出席了不以國家為單位的政府與政府之間會議超過790次，包括世界貿易組織、亞太區經濟合作組織和世界海關組織所舉辦的會議。
- 港英關係：因香港曾經是英國殖民地，英國在香港設置獨立的總領事館。
- 港美關係：即香港與美國的關係，美國在香港設置獨立的總領事館，使館人員直接由美國國務院派出，而非經由駐北京大使館。
- 港泰關係：香港開埠之初已有暹羅華商從事南北行和轉口業務。而香港總督寶靈亦曾代表英國在1855年簽訂《寶靈條約》，以開放暹羅對外貿易。1990年代初，香港開始輸入泰籍家庭傭工，有些泰國人亦因此移民香港。
- 港菲關係：因有大量菲傭在港生活，但自2010年香港不滿意菲律賓政府處理馬尼拉人質事件的手法，香港與菲律賓關係比較惡劣。

### 與台灣的關係
雖然中華民國政府從未管治香港，但由於其政治地位，香港一直與之保持一定程度的交往，尤其是1949年中華民國政府退守台灣後，兩岸人員交流亦需取道香港，而中華民國與英國斷交後，駐港最高級機構「外交部兩廣特派員公署」在1950年1月7日關閉，自此中華民國並無正式官方機構駐港，1966年成立的中華旅行社是實際上中華民國駐港的最高機構。直到2011年，方由中華旅行社轉名為台北經濟文化辦事處。
中華人民共和國恢復對香港行使主權後，對台事務分別由香港中聯辦及政制及內地事務局負責。中華民國政府並不使用官方機構身份，而是由行政院大陸委員會香港事務局分別以台北經濟文化辦事處、遠東貿易服務中心以及光華新聞文化中心的名義在香港運作。香港旅遊發展局及香港貿易發展局分別於台北設立辦事處及顧問辦事處，以處理相關事務。
2011年，行政院大陸委員會香港事務局於香港設置「台北經濟文化辦事處」；而香港則在臺北設立「經濟貿易文化辦事處」。

### 與澳門的關係
香港和澳門有著密切關係，經濟互相牽引，文化交流頻繁，兩地居民也使用相同語言（粵語）、文字和擁有相近的西方殖民背景。
澳門和香港只有一水之隔，但香港在落入英國管治之前，跟澳門並沒有甚麼聯繫。基於澳門於明朝中葉已開始被葡萄牙管治，於是到了第一次鴉片戰爭中英雙方簽署了《南京條約》，清廷割讓香港之後，澳門和香港雙方同時成為西方殖民地，外國官員，商人，傳教士在當地的活動逐漸頻繁，並有小規模的經濟交流。到了1945年抗日戰爭結束，國共內戰爆發，各地難民潮此起彼落，間接為推動澳門和香港的經濟發展提供了人力資源。六七十年代，澳葡政府並沒有像港英政府一樣發展金融業和轉口業，只發展輕工業，使當時澳門和香港的經濟有著明顯的差距，有部分澳門人為改善生活而到香港尋找工作，有些甚至落地生根，直至現在，兩地居民亦不時互相通婚，使得互相有親屬於對岸。
其後澳門和香港相继回归，同時實行一國兩制。基於兩地地理位置相近，澳門的經濟實以香港牽引為主，雖然澳門既沒有股市也沒有人感染沙士，表面跟澳門沒有甚麼關係，但澳門的龍頭行業——旅遊博彩業卻大受打擊。直到現在，隨著澳門賭權開放，人力資源渴求，大財團到香港高薪挖角，近年數以千計的香港人已到澳門就業。
澳門通過二十三條立法後，部分持不同政見者因計劃參與澳門的示威遊行等原因遭到澳門禁止入境，參見香港人被拒入境澳門事件。

### 與深圳的關係
深圳市与香港特别行政区之间关系密切。由于深港两地距离相近，经济规模相仿，又存在工资、物价水平的差异，以及一国两制等原因，形成了香港和深圳独一无二的城际关系。改革开放以来，港深合作取得巨大进展。从深圳经济特区建立至2007年，香港一直是深圳最大的贸易伙伴，深圳出口香港占总出口的44.4%。2012年，深港口岸进出口贸易额超过2,000亿美元，通关客流近2亿人次。据海关统计，2015年，深圳口岸对香港进出口总量为1.1万亿元人民币。
近年来，由于水貨客在香港搶購奶粉與日用品、雙非家長帶小朋友到香港北區報讀小學以及自由行旅客一些不文明的行為，深港兩地矛盾激化。深圳的“一簽多行”政策更促發香港民众多次示威。对此，深圳市市長許勤認為， 深港合作愈來愈頻密，出現矛盾是正常，他相信兩地政府有能力解決。不过有评论指出，香港特首梁振英不懂中港深層次矛盾，不明白港人的憂慮，“如果他死抱深港融合的舊思維，不保持香港的獨特性，特區政府的施政將會困難重重”。

### 與上海的關係
香港和上海有著密切的關係，且相互影響。香港早期的經濟發展，很大部分是由南遷香港的上海商人帶動；到了今天，許多港商亦有在上海投資。1990年，朱鎔基访问香港时曾说：“香港之所長，是上海之所短；上海之所長，是香港之所需。”滬港兩地制度不同，基礎不同，經濟腹地不同，運作方式也不一樣，各有特點和長處。香港是亚洲区域性的金融中心，而上海现时还是以国内市场为主的金融中心。
时任中共中央政治局委员、上海市委书记黄菊在2001年接受香港文汇报采访时指出，香港不用担心被上海取代；沪港两地的关系是“优势互补，互惠互利，共同繁荣”；在金融、航运、服务、管理，以及高层次专业人才等方面，香港都较上海更具优势。

## 香港居民於海外的保護
香港永久居民中主要為中國籍人士，然而亦有大批外國籍人士，其中包括350萬英國國民（海外）護照持有人、超過100萬歸化外籍的華裔香港人，及數以十萬計的非華裔香港人。香港居民於海外的領事保護，因此較為複雜。一般而言如屬中國籍者（包括持有外國護照而又未申報國籍變更的中國籍香港居民），由當地中國大使館或領事館提供保護，如屬外籍者，由持有國籍國家提供保護。然而，此標準亦有漏洞。以2004年印度洋大地震的事件為例，由於事值香港的聖誕節長假期，因此當時有大批香港居民身在各東南亞國家，其中既有中國籍，亦有外國籍的香港居民。當時不少外國籍香港居民需要聯絡在香港的親友，或需要返港，但已經丟失回港所需的錢財證件，甚至有罹難者需要辨認是否香港居民，此皆當地中國領事館或外籍香港居民原國籍領事館一時難以代辦的事項，令此批香港居民陷入孤立無援的境地。結果於災後一周內，香港特區政府派出一支145人的隊伍到香港人最多的泰國災區成立支援中心，負責找尋港人下落、補辦證件、提供應急金錢、核對和辨認身分，並安排罹難者家屬認屍等。
為了解決這問題，目前特區政府保安局有一條支援熱線（852）1868（2005年8月前為+852 2829 3010），為境外的香港居民（不論國籍）提供全球支援服務，以確保港人於海外的人身安全。

## 外部連結
- 《香港境外緊急應變行動計劃》[]
- 中華人民共和國外交部駐香港特別行政區特派員公署官方網站 （页面存档备份，存于）
- 香港特別行政區禮賓處 （页面存档备份，存于）
- 香港特別行政區政府駐北京辦事處 （页面存档备份，存于）
- 香港特區政府協助在內地的香港居民 （页面存档备份，存于）
- 印度洋海嘯後香港政府為海外港人提供支援 （页面存档备份，存于）